# Amphineurus (Nothormosia) subglaber
Amphineurus (Nothormosia) subglaber is een tweevleugelige uit de familie steltmuggen (Limoniidae). De soort komt voor in het Australaziatisch gebied.